# Pluvianellus socialis
Pluvianellus socialis là một loài chim trong họ Pluvianellidae.